# Премия мыши Мафусаила
Премия мыши Мафусаила (англ. Methuselah Mouse Prize, MPrize, M Prize) — научная премия за самую долгоживущую мышь, выращенную командой исследователей в лабораторных условиях. Если из контекста понятно, о чём идёт речь, то часто используют неофициальное сокращение Мышиная премия. Премия основана некоммерческой организацией Фонд Мафусаила (Methuselah Foundation) по типу X Prize. Фонд Мафусаила, помимо вручения различных премий, участвует в акциях, направленных на привлечение внимания общественности (в том числе научной) к идее борьбы со старением, а также в исследованиях, базирующихся на SENS. Фонд назван в честь Мафусаила, библейского персонажа, о котором говорится, что он прожил 969 лет.

## Описание проекта
Свою цель организаторы M Prize объясняют так:

 Это научное соревнование организованно для привлечения внимания к возможностям новых технологий для замедления или даже обращения разрушений, вызываемых процессом старения, сохраняя при этом здоровье и умственные способности.
Объектом проекта являются мыши (вид Mus musculus). Победителями становятся исследователи, сумевшие существенно продлить их жизнь. Разрешаются любые способы лабораторного воздействия при условии, что это не ухудшает умственного и физического состояния мышей.
Премия состоит из двух частей.
- Longevity Prize — абсолютный рекорд продолжительности жизни.
- Rejuvenation Prize — омолаживание взрослых мышей.

Для Longevity Prize разрешены любые методы, включая селекцию и генную инженерию. Достаточно представить единственную особь. Для Rejuvenation Prize берётся группа из 40 мышей (20 — опытная группа и 20 — контрольная группа). Оценивается средняя продолжительность жизни для группы, прошедших одинаковую обработку. Обработка может начаться не раньше, чем когда контрольная группа мышей доживёт до середины своей жизни (более точно, на половине средней продолжительности жизни 10 % самых долгоживущих из контрольных мышей).
Призовой фонд пополняется из различных источников, в подавляющем большинстве это всевозможные добровольные пожертвования, от крупных до символических. В том числе имеется т. н. «группа трёхсот» («The Methuselah 300») — группа организаций и лиц, которые добровольно обязались в течение 25 лет вносить каждый год по как минимум 1000 долларов каждый. Группа названа в честь 300 спартанцев. В частности, в группу трёхсот входит фонд X Prize. Премия является не одномоментной выплатой, а присуждается на регулярной основе — за улучшение предыдущего рекорда. Чем больше удалось улучшить предыдущий рекорд, тем большую часть призового фонда получает исследователь.
Средняя продолжительность жизни вида Mus musculus — 2 года.

## История проекта
Проект стартовал в 2003 году.
- Победители Longevity Prize
  - 25 сентября 2003 — Анджей Бартке (Andrzej Bartke) — эндокринолог из Медицинской Школы в Спрингфилде от университета Южного Иллинойса. Его мышь прожила 1819 дней (не дожила до 5 лет 6 дней).
- Победители Rejuvenation Prize
  - 12 ноября 2004 — Стивен Спиндлер (Stephen Spindler) — профессор биохимии из университета Калифорнии (Риверсайд). Средняя продолжительность жизни для группы мышей — 1356 дней (примерно 3,5 года)[1].
- Специальная награда Special Mprize Lifespan Achievement Award
  - 2009 — Дэйв Шарп (Zelton Dave Sharp) — за удлинение жизни пожилой мыши с помощью препарата рапамицин[2][3].

### Состояние проекта
| Дата          | Призовой фонд | Количество команд |
| ------------- | ------------- | ----------------- |
| Май 2005      | $1 284 660    | 6                 |
| Сентябрь 2005 | $1 761 646    | 7                 |
| Февраль 2006  | $3 286 276    | 8                 |
| Август 2006   | $3 629 765    | 8                 |
| Февраль 2007  | $4 243 622    | 9                 |

## New Organ Prize
В 2013 году Фонд Мафусаила запустил вторую серию премий под названием New Organ, чтобы ускорить решение глобальной проблемы трансплантологии органов. Первый приз в этой серии — $ 1 млн. New Organ Liver Prize, — будет присуждать 1 000 000 долларов первой команде, которая создаст биоинженерную замену для родной печени крупного млекопитающего, позволяя ей восстанавливаться при отсутствии нативной функции и выживать три месяца с нормальным образом жизни. В число будущих призов входят награды за сердце, лёгкие и почки.